# Cai Mao
Cai Mao (død 208) var en meget talentfuld kriger under Liu Biao, herskeren over Jing provinsen i Kina i tiden omkring det sene Han Dynastis fald. Da Liu Biao's styre blev givet videre til Liu Zong, overtalte Cai Mao ham til at overgive sig til Cao Cao. Cai Mao var desuden en god admiral. Dette gjorde ham vigtig under flådeslaget ved Chi Bi, hvor han var en af de højest rangerede officerer, men på grund af et trick af Wu-generalen Zhou Yu, blev han halshugget.